# Bambusa odashimae
Bambusa odashimae är en gräsart som beskrevs av Sumihiko Hatusima, De Zhu Li och Christopher Mark Adrian Stapleton. Bambusa odashimae ingår i släktet Bambusa och familjen gräs.
Artens utbredningsområde är Taiwan. Inga underarter finns listade i Catalogue of Life.